# Linia kolejowa nr 713
Linia kolejowa nr 713 – pierwszorzędna, zelektryfikowana, jednotorowa linia kolejowa znaczenia miejscowego łącząca stację Katowice ze stacją Chorzów Batory.